# Pinkovce
Pinkovce (in ungherese: Ungpinkóc) è un comune della Slovacchia facente parte del distretto di Sobrance, nella regione di Košice.